# Bierieszczino (wieś w obwodzie niżnonowogrodzkim)
Bierieszczino (ros. Берещино) – wieś (dieriewnia) w Rosji, w obwodzie niżnonowogrodzkim, w okręgu miejskim Pierwomajska. W 2010 liczyła 30 mieszkańców.